# Steppe et forêts claires d'altitude d'Asie centrale
Les steppe et forêts claires d'altitude d'Asie centrale forment une région écologique identifiée par le Fonds mondial pour la nature (WWF) comme faisant partie de la liste « Global 200 », c'est-à-dire considérée comme exceptionnelle au niveau biologique et prioritaire en matière de conservation. Elle regroupe plusieurs écorégions terrestres montagneuses d'Asie centrale :
- les forêts claires ouvertes des monts Hisor et Alaï
- la toundra et désert d'altitude du Pamir
- les forêts de conifères d'altitude des monts Tian
- la steppe de l'Alaï et de l'Ouest du Tian Shan
- la pelouse alpine de l'Hindou Kouch
- les steppe et pelouses d'altitude des monts Tian
- la steppe aride des contreforts des monts Tian